# Jonas
Jonas ist ein männlicher Vorname und ein Familienname.

## Herkunft und Bedeutung
Der Name Jonas geht auf den griechischen Namen Ἰωνᾶς Iōnâs zurück. Es handelt sich dabei um die gräzisierte Variante des hebräischen Namens יוֹנָה jōnāh, jônâ: „Taube“. So wird aufgrund des symbolischen Charakters der Taube der Name Jona bzw. Jonas auch als »der Frieden Liebende« gedeutet.
Außerdem ist Jonas [ˈjǒː.nɐs] die litauische Form von Johannes.
Vermutlich in Anlehnung an die biblische Geschichte des Jona wird Jonas in der Seefahrt auch als Bezeichnung für jemanden verwendet, der für alles Unheil an Bord verantwortlich gemacht wird.

## Verbreitung
Besonders verbreitet ist der Name derzeit in Norwegen (Rang 19, Stand 2020) und in der Schreibweise Jonáš auch in Tschechien (Rang 34, Stand 2016).
In Belgien war der Name in den 1990er und frühen 2000er Jahren sehr beliebt, gehört jedoch seit 2014 nicht mehr zu den 100 beliebtesten Jungennamen. Auch in Dänemark sank die Popularität in den vergangenen Jahren. In Schweden lag der Name in den 1980er Jahren in den Top-30, danach ließ seine Beliebtheit stetig nach. Seit dem Jahr 2005 befindet er sich nicht mehr in den Top-100.
Der Name kommt in Polen seit 2002 regelmäßig in den Hitlisten vor, jedoch ist er eher mäßig beliebt. In Slowenien taucht er seit 2010 immer wieder in den Hitlisten auf, aber in einem geringen Volumen. In Litauen ist der Name Jonas sehr populär. Seit vielen Jahren gehört der Name zu den beliebtesten Jungennamen des Landes.
In Frankreich kommt der Name seit 1900 in der Namensgebung vor. Seit Anfang der 1980er Jahre liegt er stets in den Top-500. Im Jahr 2023 belegte er Rang 211. In den Niederlanden wird Jonas seit 1930 alljährlich bei der Namenswahl berücksichtigt. Seit der Jahrtausendwende wird er stetig populärer. Im Jahr 2023 belegte der Name Rang 112. In Italien taucht der Name seit 2015 immer wieder in den Top-200 der Hitlisten auf. Der Name befindet sich in Spanien seit den 1980er Jahren in den Top-500.
Jonas trat in Deutschland in den 1970er Jahren in die Hitlisten ein und legte einen steilen Aufstieg hin, sodass er im Jahr 1990 bereits zu den 20 beliebtesten Jungennamen zählte. Seitdem platzierte Jonas sich 16 Mal unter den 10 beliebtesten Jungennamen. Mit Rang 6 erreichte der Name im Jahr 2002 die bislang höchste Platzierung (Stand 2022). Im Jahr 2021 belegte Jonas Rang 14 der beliebtesten Jungennamen. In der Region Süd schaffte der Name es sogar in die Top-10.
In der Schweiz kommt Jonas seit Mitte der 1930er Jahre fast jährlich in der Namensgebung vor. Besonders populär ist der Name seit Anfang der 1980er Jahre, seitdem befindet er sich dauerhaft in den Top-100 der Vornamenscharts. Seit dem Jahr 2021 ist seine Popularität aber rückläufig. Im Jahr 2023 belegte er Rang 56. Von 1930 bis 2023 wurde der Name etwa 11.600 Mal vergeben. Die Vergabe ist auch in Liechtenstein nachgewiesen. Der Name kommt in Österreich seit 1984 regelmäßig in der Namensgebung vor. Seit Anfang der 1990er Jahre wird der Name immer beliebter, er befindet sich seit 1998 in den Top-50 und seit 2009 sogar fast jedes Jahr in den Top-10. Im Jahr 2023 belegte er Rang 10. Von 1984 bis 2023 wurde er rund 15.400 Mal gewählt.
In England und Wales ist der Name seit 1996 fast jedes Jahr in den Top-1000 der Vornamenscharts, jedoch ist er nur mäßig beliebt. Der Name wird in Schottland seit 1975 sporadisch vergeben. In Nordirland ist der Name seit zwanzig Jahren regelmäßig in der Namensgebung anzutreffen, wobei er als nur mäßig beliebt gilt. In Irland befindet sich der Name seit 1964 jährlich in den Vornamenscharts, er ist aber nicht besonders populär. Ähnlich sieht es in den USA aus, dort wird der Name seit 1880 jährlich bei der Namenswahl berücksichtigt, er gilt aber als nur mäßig beliebt. Der Name befindet sich in Kanada seit 1980 dauerhaft in den Hitlisten, wobei er nicht zu beliebten Namen gehört.

## Varianten

### Männliche Varianten
- Arabisch: يونس yunus
- Deutsch: Jona
- Englisch: Jonah
- Amerikanisch: Jounah, Jounar
- Estnisch: Joonas
- Färöisch: Jónas
- Finnisch: Joona, Joonas
- Georgisch: იონა Iona
- Griechisch: Ἰωνᾶς Iōnâs
- Hebräisch: יוֹנָה jônâ
- Isländisch: Jónas
- Italienisch: Giona
  - Latein: Iona, Ionas
- Persisch: یونس younes
  - Urdu: یونس younus
- Russisch: Иона Iona
- Slowakisch: Jonáš
- Spanisch: Jonás
- Tigrinisch: Yonas
- Tschechisch: Jonáš
- Türkisch: Yunus
- Ungarisch: Jónás

### Weibliche Varianten
- Deutsch: Jona
  - Diminutiv: Jonatha, Jonata
- Englisch: Jonah
  - Diminutiv: Jonatha, Yonata
- Hebräisch: ייוֹנָה jônâ, יוֹנִינָה jônînâ, יוֹנִית jônît
- Portugiesisch: Ioná, Ionara, Yoná, Yonara

Für männliche und weibliche Varianten des litauischen Namens siehe Johannes § Varianten.

## Namenstage

### Katholischer Namenstag
- 21. September: nach dem Propheten Jona

### Orthodoxe Namenstage
- 31. März: nach dem Heiligen Jonas, Metropolit von Moskau
- 22. September: nach dem Propheten Jona

## Namensträger

### Vorname Jonas
- Jonas, König von Äthiopien (1797/1798)
- Jonas († 1461), Metropolit von Moskau

- Jonas Åkerlund (* 1965), schwedischer Musikvideo- und Filmregisseur
- Jonas Erik Altberg (* 1984), schwedischer Musiker und DJ (Basshunter)
- Jonas Björkman (* 1972), schwedischer Tennisspieler
- Jonas von Bobbio (um 600 – n. 659), Mönch und Hagiograph
- Jonas Deichmann (* 1987), deutscher Extremsportler
- Jonas Dieterle (1845–1926), deutscher Pfarrer und Mitglied der Badischen Ständeversammlung
- Jonas Ems (* 1996), deutscher Webvideoproduzent
- Jonas Erwig-Drüppel (* 1991), deutscher Fußballspieler
- Jonas Folger (* 1993), deutscher Motorradrennfahrer
- Jonas Geist (1936–2009), deutscher Architekt, Stadtplaner und Autor
- Jonas Götzinger (* 1991), Schweizer Schauspieler
- Jonas Hämmerle (* 1998), deutscher Schauspieler und ehemaliger Kinderdarsteller
- Jonas Hector (* 1990), deutscher Fußballspieler
- Jonas Hiller (* 1982), Schweizer Eishockeytorwart
- Jonas Hunziker (* 1994), Schweizer Freestyle-Skier
- Jonas Jonasson (* 1961), schwedischer Journalist und Schriftsteller
- Jonas K. († 2017), deutscher Soldat
- Jonas Kamper (* 1983), dänischer Fußballspieler
- Jonas Kaufmann (* 1969), deutscher Opernsänger (Tenor)
- Jonas Kaufmann (* 2003), deutscher Schauspieler
- Jonas Kazlauskas (* 1954), litauischer Basketballtrainer
- Jonas Kilthau (* 1991), deutscher Ruderer
- Jonas Rimantas Klimas (* 1939), litauischer Förster, ehemaliger Forstwirtschaftsminister Litauens
- Jonas Lauck (* 1987), deutscher Pokerspieler
- Jonas Laupheimer (1846–1914), deutscher Rabbiner
- Jonas Leandersson (* 1990), schwedischer Orientierungsläufer
- Jonas Liaučius (* 1947), litauischer Jurist, Rechtsanwalt und Politiker
- Jonas Lie (1833–1908), norwegischer Schriftsteller und Dramatiker
- Cyprian Jonas von Lilgenau, deutscher Hofmann und Verwaltungsbeamter
- Jonas Lössl (* 1989), dänischer Fußballspieler
- Jonas Mačiulis (* 1985), litauischer Basketballspieler
- Jonas Maironis (1862–1932), litauischer  Dichter, Theologe, Professor
- Paul Jonas Meier (1857–1946), deutscher Archäologe und Direktor des Herzoglichen Museums Braunschweig
- Jonas Meiser (* 1999), deutscher Fußballspieler
- Jonas Mekas (1922–2019), litauischer Filmregisseur, „der Pate des amerikanischen Avantgardekinos“
- Jonas Möstel (1540–1607), Stadtschreiber und Dresdner Bürgermeister
- Carl Jonas Mylius (1839–1883), deutscher Architekt
- Jonas Gonçalves Oliveira (* 1984), brasilianischer Fußballspieler
- Jonas Prapiestis (* 1952), litauischer Richter, Strafrechtler und Politiker
- Jonas Rohrmann (* 1980), deutscher Schauspieler
- Jonas Salley (* 1982), ivorisch-australischer Fußballspieler
- Jonas Savimbi (1934–2002), angolanischer Politiker und Rebellenführer
- Jonas Sela (* 1984), deutscher Fußballspieler
- Jonas Siegenthaler (* 1997), Schweizer NHL-Eishockeyspieler
- Jonas Smalakys (1835–1901), deutsch-litauischer Gutsbesitzer und Mitglied des Deutschen Reichstags
- Jonas Staude (1527–1593), deutscher evangelischer Geistlicher
- Jonas Struß (* 1997), deutscher Fußballspieler
- Jonas Erikson Sundahl (1678–1762), schwedischer Baumeister
- Jonas Thern (* 1967), schwedischer Fußballspieler und -trainer
- Jonas Thümmler (* 1993), deutscher Handballspieler
- Jonas Troest (* 1985), dänischer Fußballspieler
- Jonas Valančiūnas (* 1992), litauischer Basketballspieler
- Jonas Vingegaard (* 1996), dänischer Radrennfahrer
- Jona von Ustinov (1892–1962), deutscher Diplomat und britischer Spion
- Jonas Westergaard (* 1976), dänischer Jazzbassist

### Vorname Jónas
- Jónas Árnason (1923–1998), isländischer Politiker und Schriftsteller
- Jónas Hallgrímsson (1807–1845), isländischer Poet und Naturwissenschaftler
- Jónas Þór Næs (* 1986), färöischer Fußballspieler
- Jónas Guðni Sævarsson (* 1983), isländischer Fußballspieler

### Familienname Jonas

#### A
- Alberto Jonas (1889–1942), deutscher Schuldirektor
- Alfred Jonas (Fabrikant) (1870–1942), deutscher Textilfabrikant (ermordet im Vernichtungslager Treblinka)
- Alfred Jonas (1903–1959), deutscher Politiker (NSDAP)
- Andy Jonas (* 1972), deutscher Singer-Songwriter und Musikproduzent, siehe Angel X
- Anja Jonas (* 1973), deutsche Politikerin (FDP), MdL Sachsen
- Anna Jonas (1944–2013), deutsche Schriftstellerin

#### B
- Benjamin Jonas (* 1990), deutscher Leichtathlet
- Benjamin F. Jonas (1834–1911), US-amerikanischer Politiker
- Bertold Jonas (1922–2011), deutscher Sportpsychologe und Hochschullehrer
- Bruno Jonas (* 1952), deutscher Kabarettist und Autor

#### C
- Carsten Jonas (* 1941), deutscher Architekt und Stadtplaner
- Charles Jonas (Politiker) (1840–1896), US-amerikanischer Politiker (Wisconsin)
- Charles A. Jonas (1876–1955), US-amerikanischer Politiker
- Charles R. Jonas (1904–1988), US-amerikanischer Politiker
- Chris Jonas (* 1966), US-amerikanischer Jazzmusiker und Komponist
- Christoph Jonas (um 1510–1582), deutscher Rechtswissenschaftler und Politiker
- Claudia Jonas, Pseudonym von Rosemarie Eitzert (von Schach)

#### D
- Dean Jonas (* 1961), Politiker aus Antigua und Barbuda
- Diethelm Jonas (* 1953), deutscher Oboist, Oboendozent und Hochschullehrer
- Dusty Jonas (* 1986), US-amerikanischer Hochspringer

#### E
- Edgar A. Jonas (1885–1965), US-amerikanischer Politiker
- Edith Oppenheim-Jonas (1907–2001), deutsch-schweizerische Malerin, Zeichnerin und Karikaturistin
- Ella Jonas-Stockhausen (1883–1967), deutsche Pianistin und Musikpädagogin
- Ellen Jonas (* 1968), deutsche Tänzerin, Teil des Tanzpaars Volker Schmidt und Ellen Jonas
- Emil Jacob Jonas (Pseudonym Löwenbalk von Hohenthal; 1824–1912), deutscher Schriftsteller und Übersetzer
- Émile Jonas (1827–1905), französischer Komponist und Kantor
- Erasmus Jonas (1929–1986), deutscher Schriftsteller und Historiker
- Ernst Jonas (um 1847–1889), deutscher Cellist und Komponist
- Eugen Jonas (* 1928), tschechischer Psychiater und Gynäkologe

#### F
- Fran Jonas (* 2004), neuseeländische Cricketspielerin
- Frankie Jonas (* 2000), US-amerikanischer Schauspieler und Synchronsprecher
- Franz Jonas (1899–1974), österreichischer Politiker (SPÖ), Bundespräsident 1965 bis 1974
- Friedrich Jonas (Botaniker) (1899–1964), deutscher Botaniker
- Friedrich Jonas (Soziologe) (1926–1968), deutscher Soziologe
- Fritz Jonas (1845–1920), deutscher Altphilologe

#### G
- Genja Jonas (1895–1938), deutsche Fotografin
- Gustav Jonas (1864–1938), deutscher Textilfabrikant

#### H
- Hans Jonas (Historiker) (1893–1967), Historiker, Wirtschaftswissenschaftler, Messedirektor
- Hans Jonas (1903–1993), deutscher Philosoph und Ethiker
- Helen Jonas-Rosenzweig (1925–2018), Holocaust-Überlebende
- Helmut Jonas (* 1924), deutscher Fußballspieler und -trainer
- Herbert Jonas (* 1988), österreichischer Handballspieler
- Herz Jonas (1828–1907), deutscher Textilfabrikant
- Hester Jonas (um 1570–1635), deutsches Opfer der Hexenverfolgung
- Horst Jonas (1914–1967), deutscher Politiker (KPD/SED) und Widerstandskämpfer

#### I
- Ilse Jonas (Malerin) (1884–1922), deutsche Malerin
- Ilse Jonas (Pastorin) (1900–1997), deutsche Pastorin

#### J
- Jakob von Jonas (auch Jacob Jonas, ≈1500–1558), deutscher Philologe, Rechtswissenschaftler, Politiker und Diplomat
- Joan Jonas (* 1936), US-amerikanische Performancekünstlerin
- Joe Jonas (* 1989), US-amerikanischer Sänger und Schauspieler
- Johanna Jonas-Lichtenwallner (1914–2002), österreichische Schriftstellerin
- Josef Jonas (1805–1863), österreichischer Maler
- Joseph Jonas (1845–1921), deutsch-britischer Politiker, Bürgermeister von Sheffield
- Jost B. Jonas (* 1958), deutscher Augenarzt und Hochschullehrer
- Jozsef Jonas (1787–1821), österreichisch-ungarischer Mineraloge und Museumskustos
- Justus Jonas der Ältere (1493–1555), deutscher Reformator
- Justus Jonas der Jüngere (1525–1567), deutscher Jurist und Diplomat

#### K
- Karl Jonas (1886–1962), deutscher Chemiker und Hochschullehrer
- Karl-Heinz Jonas (* 1956), deutscher Fußballspieler
- Kevin Jonas (* 1987), amerikanischer Musiker und Schauspieler
- Klaus W. Jonas (1920–2016), deutscher Germanist und Bibliograf
- Klaus-Werner Jonas (* 1954), deutscher Politiker (SPD)

#### L
- Louise Jonas, Geburtsname von Louise Ehlers (Sängerin) (1790–1812), deutsche Opernsängerin
- Lucien Jonas (1880–1947), französischer Maler
- Ludger Jonas (* 1957), deutscher Pfarrer
- Ludwig Jonas (1797–1859), deutscher Theologe
- Ludwig Jonas (Maler) (1887–1942), deutsch-israelischer Maler

#### M
- Margarete Jonas (1898–1976), österreichische First Lady
- Margarethe Jonas (1783–1858), deutsche Malerin und Kunststickerin
- Maria Jonas (Politikerin) (1940–2018), österreichische Feministin
- Maria Jonas (Sängerin) (1957–2024), deutsche Mezzosopranistin
- Marie-Anna Jonas (1893–1944), deutsche Ärztin
- Martin Jonas (1884–1945), deutscher Richter
- Mathias Jonas (* 1961), deutscher Hydrograph
- Michael Jonas (* 1974), deutscher Historiker

#### N
- Natasha Jonas (* 1984), britische Boxerin
- Nick Jonas (Nicholas Jerry Jonas; * 1992), US-amerikanischer Schauspieler, Sänger und Songwriter
- Niels Jonas (* 1943), deutscher Jurist und Politikberater
- Nikolaus Jonas (1902–1992), römisch-katholischer Geistlicher und Domkapitular in Trier

#### O
- Oliver Jonas (* 1979), deutscher Eishockeyspieler

#### P
- Paul Jonas (Bankier) (1830–1913), deutscher Jurist und Bankier
- Paul Jonas (Anwalt) (1850–1916), deutscher  Rechtsanwalt
- Paul Jonas (Politiker), Danziger Volkstagsabgeordneter (DDP, DPFW)
- Paul Jonas (Ingenieur) (1904–2010), deutscher Maschinenbauingenieur
- Pauline Jonas, deutsche Autorin von Koch- und Hauswirtschaftsbüchern
- Peter Jonas (Eiskunstläufer) (* 1941), österreichischer Eiskunstläufer und Trainer
- Peter Jonas (Intendant) (1946–2020), britischer Kulturmanager und Opernintendant
- Peter Jonas (Mediziner) (* 1961), deutscher Neurophysiologe
- Priyanka Chopra Jonas (* 1982), indische Filmschauspielerin und Schönheitskönigin

#### R
- Regina Jonas (1902–1944), deutsche Rabbinerin
- Rudolf Jonas (Aquarianer) (1907–1991), deutscher Meerwasseraquarianer
- Rudolf Jonas (Mediziner) (1909–1962), österreichischer Arzt und Bergsteiger

#### S
- Siegfried Jonas (Bildhauer) (1909–1989), Schweizer Bildhauer russischer Herkunft
- Siegfried Jonas (Maler) (1928–2013), deutscher Maler und Grafiker
- Stefan Jonas (* 1965), deutscher Filmregisseur und Filmproduzent

#### T
- Ted Jonas, US-amerikanischer Schauspieler, Synchronsprecher und Filmschaffender

#### U
- Udo Jonas (* 1942), niederländischer Urologe und Hochschullehrer
- Uwe Jonas (* 1966), deutscher Bildhauer und Maler

#### V
- Valentin Jonas (1865–1928), Bürgermeister, Mitglied des Provinziallandtages der Provinz Hessen-Nassau

#### W
- Walter Jonas (Drehbuchautor) (1900–1965), deutscher Drehbuchautor
- Walter Jonas (1910–1979), deutsch-schweizerischer Maler, Grafiker und Kunsthistoriker
- Walter Jonas (Verwaltungsjurist) (* 1961), deutscher Verwaltungsjurist
- Wolfgang Jonas (Historiker) (1926–2010), deutscher Wirtschaftshistoriker
- Wolfgang Jonas (Designtheoretiker) (* 1953), deutscher Schiffbauingenieur und Designtheoretiker

### Formen Jonás/Jónás
- Roberto Jonás (* 1967), andorranischer Fußballspieler
- Tamás Jónás (* 1973), ungarischer Schriftsteller

### Fiktive Figuren
- Jonas, „der letzte Detektiv“, Protagonist der gleichnamigen Science-Fiction-Hörspielserie
- Justus Jonas (orig. Jupiter Jones), erster Detektiv des Junior-Detektiv-Teams Die drei ???
- Die Hauptfigur in Jonas oder der Künstler bei der Arbeit von Albert Camus